# 3069 Heyrovský
3069 Heyrovský è un asteroide della fascia principale. Scoperto nel 1982, presenta un'orbita caratterizzata da un semiasse maggiore pari a 2,3522130 UA e da un'eccentricità di 0,2419567, inclinata di 1,67911° rispetto all'eclittica.
L'asteroide è dedicato al chimico cecoslovacco Jaroslav Heyrovský.